# 约翰·冯·诺伊曼
约翰·冯·诺伊曼（1903年12月28日—1957年2月8日），原名诺伊曼·亚诺什·拉约什（Neumann János Lajos），出生於匈牙利的美國籍猶太人数学家，在泛函分析、遍历理论、几何学、拓扑学和数值分析等众多数学领域及電腦科學、量子力學和经济学中都有重大貢獻，被誉为“博弈论之父”、“计算机之父”。
冯·诺伊曼从小就以过人的智力与记忆力而闻名。冯·诺伊曼一生中发表了大约150篇论文，其中有60篇纯数学论文，20篇物理学以及60篇应用数学论文。他最后的作品是一个在医院未完成的手稿，后来以书名《计算机与人脑》（The Computer and the Brain）发布，表现了他生命最后时光的兴趣方向。他先后任职于美国普林斯顿大学、美国普林斯顿高等研究院等机构。

## 生平
冯·诺伊曼出生在布達佩斯一個富裕的猶太家庭，是诺依曼·米克萨（Neumann Miksa）和坎恩·玛吉特（Kann Margit）3個孩子中最大的一個。他小時候外號“扬奇”（Jancsi，即János的昵称），当时已經顯出驚人的記憶力。他6歲时能用古希腊语同父亲闲谈，還可以心算8位數除法，8岁时自学微積分學。年少时的他不但對數學很有興趣，亦喜歡閱讀歷史和社會方面的書籍，读过的书籍和论文能很快一句不漏地将内容复述出来，而且多年以後仍是如此。1913年，他的父親马克斯·诺伊曼被授予世袭贵族头衔，这样在德国他的后代可以以“冯·诺伊曼”为姓，馮·諾伊曼晉身貴族。约翰加上头衔后的全名成為「Margittai Neumann János」。后来约翰把名字改成德语名「Johann von Neumann」。其名「John」（约翰）意为“主是仁慈的”，姓氏中的「von」是德语介词，而「Neumann」意为「neu」（新）+「Mann」（人），即“嶄新之人”。
1926年，冯·诺伊曼以22歲的年齡获得了布达佩斯大学数学博士学位，相继在柏林洪堡大学和汉堡大学担任数学讲师。
1930年，冯·诺伊曼接受了普林斯顿大学客座教授的职位。初到美國時，他在紐約對當地居民表演過默記電話簿的驚人記憶力。1931年，冯·诺伊曼成為普林斯顿大学終身教授。1933年转入普林斯顿高等研究院，與愛因斯坦等人成為该院最初的四位教授之一，不須上課。這一年，他部分解决了希尔伯特第五问题，證明了局部歐幾里得緊群是李群。1937年成為美國公民，1938年獲博谢纪念奖。
1954年，冯·诺伊曼任美国原子能委员会委员。1954年夏天，右肩受傷，手術時發現患有骨癌，治療期間，依然參加每週三次的原子能委員會會議，甚至美國國防部長，陸、海、空三軍參謀長聚集在病房開會。晚年，有学生請教他做事的方法，他说：“简单（simple）。”
1957年2月8日，冯·诺伊曼因癌症在华盛顿瓦尔特·立德军医中心去世，享年53岁。他死后葬于新泽西州默瑟县的普林斯顿公墓 (Princeton Cemetery)。

## 学术成就

### 数学

#### 遍历论
遍历论主要涉及动态系统和不变测度。1932年，冯·诺依曼发表了一系列有关遍历论的论文，为遍历论的理论基础做出了贡献。保羅·哈爾莫斯在1932年的一篇遍历论文章中指出“假使冯·诺依曼在其它领域没有成就，光这些也足以让他在数学史上留下不朽之名”("if von Neumann had never done anything else, they would have been sufficient to guarantee him mathematical immortality")。冯·诺依曼当时已完成了涉及算子理论的著名论文，并将其成果用作证明冯·诺依曼平均遍历定理的工具。

#### 算子理论
冯·诺伊曼在“冯·诺伊曼代数”中提出了“算子环”的概念。冯·诺伊曼代数是一种定义于希尔伯特空间的有界算子的星代数，近似于弱算子拓扑，且包含有恒等算子。以他命名的冯·诺依曼二重交换元定理(von Neumann bicommutant theorem)表明弱算子拓扑中闭包的分析学定义会与其二重交换元所成集合的纯代数学定义等价。自1936年起，冯·诺依曼开始研究冯·诺依曼代数中的因子分类，期间还与弗朗西斯·穆瑞(Francis Joseph Murray)有过部分合作。1936年至1940年，他发表了6篇有代表性的论文，“位列20世纪分析学杰作名录”("rank among the masterpieces of analysis in the twentieth century")。1949年，冯·诺依曼又提出了直积分的概念。

#### 测度论
测度论的目的是为各种不规则物体的长度、面积、体积等概念建立严格化的理论基础，并将其推广到比欧几里德空间更抽象的空间中。20世纪初，有关测度论的研究发展迅速，但各种特定的测度理论都存在一些不够尽善尽美的地方。从若尔当测度到勒贝格测度，新出现的测度论一个比一个的适用范围更广，以往理论中被认为是不可测的集合变得越来越少。但是一直没有找出一个测度理论能保证任何集合在其测度标准下都可测。在测度论中，n维欧几里德空间Rn上的“测度问题”（problem of measure）可粗率地表述为“是否存在一个可从Rn的任意子集映射到实数集的正定（即取值非负）、规范（normalized）、不变与加性（additive）的集合映射？”费利克斯·豪斯多夫与斯特凡·巴拿赫的工作成果暗示此测度问题当n = 1或n = 2时是存在满足要求的方案的，但对于所有其它情形则不存在可取方案（因为巴拿赫-塔斯基悖论的存在）。冯·诺伊曼的工作则指出“问题本质在于相关的群的性质”：判断此种测度的存在性可通过考察相关空间中变换群的性质而得出。空间维度数不超过2时此问题的可解性和维度数更高时此问题的不可解性，都来源于欧几里德群仅在空间维度数不超过2时才是可解群这一性质。“由此，冯·诺伊曼说，引起不同情形下之差异的根源是群的改变，而不是空间的改变。”

#### 几何学
冯·诺伊曼利用他以前在测度论方面的工作，对拓扑群的理论做出了一些贡献。从一篇关于群上的几乎周期函数的论文开始，冯·诺依曼将玻尔的概周期函数理论扩展到任意的群。  他继续这项工作，与博赫纳一起发表了另一篇论文，该论文改进了几乎周期函数的理论，将函数包含在向量空间的元素中作为值而不是数字。 1938年，他因与有关的数学分析工作而被授予博谢纪念奖。
在1933年的一篇论文中，他将新发现的哈尔测度用于解决在紧群情况下的希尔伯特第五问题。 这背后的基本想法是在几年前发现的，当时冯·诺伊曼发表了一篇关于线性映射群的分析特性的论文，发现一般矩阵群的封闭子群是李群。  这后来被埃利·嘉当以闭子群定理的形式扩展到任意李群。

### 物理

#### 量子力學
冯·诺伊曼认为，量子理论是普遍有效的，不仅适用于微观粒子世界，也适用于現實的测量仪器。1932年约翰·冯·诺伊曼将量子力学的最重要的基础严谨地公式化。按照冯·诺伊曼的一个物理系统有三个主要部分：其量子态、其可观察量和其动力学（即其发展趋势），此外物理对称性(比镜像对称的含义更广)也是一个非常重要的特性。冯·诺伊曼的量子力学教科书《量子力学的数学基础》（Mathematische Grundlagen der Quantenmechanik）
首次以數理分析清晰地提出了波函数的两类演化过程：
- 瞬時的、非連續的波函數坍縮過程
- 波函數的連續演化過程，遵循薛定谔方程式

### 計算機
1945年6月，冯·诺伊曼與戈德斯坦、勃克斯等人，聯名發表了一篇長達101頁紙的報告，即計算機史上著名的「101頁報告」，是現代電腦科學發展里程碑式的文獻。明確規定用二進制替代十進制運算，並將計算機分成5大組件，这一卓越的思想为电子计算机的逻辑结构设计奠定了基础，已成为计算机设计的基本原则。1951年，EDVAC計算機宣告完成。

### 經濟學
在经济学领域，1944年冯·诺伊曼与奥斯卡·摩根斯腾合著的名作《博弈论与经济行为》出版，标志着现代系统博弈理论的初步形成。他被称为「博弈论之父」。博弈论被认为是20世纪经济学最伟大的成果之一。

## 作品与著作
- John von Neumann.  [关于超限数的引入]. 1923 （英语）.
- John von Neumann.  [集合论的一种公理化]. 1925 （英语）.
- John von Neumann.  [量子力学的数学基础]. Beyer, R. T. (翻译). Princeton University Press. 1996 [1932]. ISBN 978-0-691-02893-4 （英语）.
- John von Neumann; Morgenstern, O.  [博弈论与经济行为] (pdf). Princeton University Press. 2007 [1944]. ISBN 978-0-691-13061-3 （英语）.
- John von Neumann.  [就EDVAC的报告的首份手稿] (PDF). 1945. （原始内容 (pdf)存档于2011年5月3日） （英语）.
- John von Neumann. Taub, A. H. , 编.  [冯·诺依曼作品选集]. Pergamon Press. 1963. ISBN 978-0-08-009566-0 （英语）.
- John von Neumann. Burks, A. W.（英语：Arthur Burks） , 编.  [自复制自动机理论]. University of Illinois Press. 1966. ISBN 978-0-598-37798-2 （英语）.
- John von Neumann.  [连续几何]. Princeton Landmarks in Mathematics. 普林斯顿大学出版社. 1998 [1960]. ISBN 978-0-691-05893-1. MR 0120174 （英语）.
- John von Neumann. Israel Halperin , 编.  [连续几何与转移概率]. Memoirs of the American Mathematical Society. 1981, 34 (252) [1937]. ISBN 9780821822524. MR 0634656 （英语）.
- John von Neumann.  [计算机与人脑]. 1958 （英语）. (去世后出版)

## 認知與記憶能力
馮·諾伊曼有著過目不忘的記憶。赫尔曼·古德斯汀(Herman Goldstine)寫下：「他的一個出眾能力是他絕對精準的回憶。就我所知，馮·諾伊曼能夠僅僅讀過一次某段文字，接著一字不差地背誦出來，甚至在多年之後也可以流暢做到。他還可以將原本的語言翻譯成英語，速度絲毫不減。有一次我想測試他的能力於是問他雙城記是如何開始的。接著他沒有任何停頓，他立即背誦起第一章，一直到十分鐘後我要他停止才停止。」
若尔福·兰兹霍夫(Rolf Landshoff)曾回忆，有一次冯·诺依曼、恩里科·费米和理查·费曼都在泰勒的办公室一起讨论和计算问题。他们每隔几分钟就会暂停讨论并开始一轮计算。费米使用计算尺，费曼使用手摇式计算机，而冯·诺依曼只凭心算。冯·诺依曼几乎能在相差不大的时间内得到与其他二人相似的计算结果。

## 私人生活
馮·諾伊曼有著廣泛的文化興趣。6歲時，他能流利地使用拉丁文和古希臘文，他對古代歷史抱著終身的熱情。
馮·諾伊曼有不善于处理人际关系的一面，后来有所改变。他不会与情绪偏颇或政治观点自负的人争辩，他觉得争论并不能说服对方改变观点，即使是规劝也容易引起对方厌烦。他内心是个悲观主义者，但是他脾气好，平时爱对人笑，不喜欢与别人过不去，不爱结交愁眉苦脸的人。
馮·諾伊曼在美國交情最深厚的朋友是斯塔尼斯拉夫·乌拉姆。乌拉姆的朋友技安卡羅羅塔寫道「他們會花好幾個小時談笑聊八卦，交換猶太笑話，時常在其中穿插數學話題。」除了乌拉姆以外，冯·诺依曼也与恩里科·费米和理查德·费曼等有幽默感的学者关系很好。由于政治见解不合，他和想法相对单纯的爱因斯坦逐渐疏远。
冯·诺依曼经常只睡很少的觉，但是仍然能够在剩余的约20个小时内保持精力。

### 逸闻
- 冯·诺依曼在女性不多的場合，会流露出无节操的一面，爱讲黄色笑话融洽数学研讨会气氛。[28]记性好和语言天赋高的他，储备的色情段子数量也相当丰富[28]。爱德华·泰勒说冯·诺依曼是自己唯一见过的一个能随时切换3种不同语言讲黄色笑话的人。[28]冯·诺依曼早在读苏黎世联邦工业大学期间，就会在同学聚会时讲述下流笑话，其表现力甚至与他的数学才能相当。[29]

- 他的父亲马克思·冯·诺依曼身材不好，为阻止身体发福而积极锻炼身体，并带领全家人向一位师傅学击剑。这位击剑师傅自称为教授。小约翰尼没有学会击剑，而且从那时起就对“教授”称呼开始反感，以至于他长大成名之后也不喜欢别人叫他教授。约翰尼成年后也为身材变胖而郁闷，但与父亲不同，他即使变胖也仍然不爱运动。[30]

- 冯·诺依曼小时候学钢琴也以失败收场，一直停留在练习基本指法的阶段而没有长进。这令他的家人们十分失望。更不好的是，他从那时起养成了在弹琴的时候也要时不时分心看一眼边上放着的数学或历史书籍的习惯。多年以后，他在开车的时候也喜欢分神去想别的事情，导致他成为经常危险驾驶的一代马路杀手。[30]

- 由于做事经常三心二意，冯·诺依曼在苏黎世联邦工业大学化工系读书时经常打碎玻璃器皿，被罚了不少钱，甚至创下赔偿记录。[29]

- 1926年，沃纳·海森堡在哥廷根开讲座，宣传他和埃尔温·薛定谔在量子论中的分歧。年老的希尔伯特向助手诺德海姆(Lothar Nordheim)打听海森堡的讲座内容是什么，诺德海姆拿来了一篇论文，但是希尔伯特没有看懂。冯·诺依曼得知此事后，亲自用了几天时间把论文改写成了希尔伯特喜闻乐见的公理化的组织形式，还特意用上了希尔伯特本人的研究成果中常用的名词和概念，令希尔伯特乐开了花。[31]

## 名言
- “若人們不相信數學簡單，只因他們未意識到生命之複雜。”[32]

- “当一门数学学科远离它的经验来源，或者甚至它只是由来自‘实际’的思想间接激发产生的第二代和第三代，这门学科就危机四伏了。它会越来越走向纯美学化，越来越纯粹地为艺术而艺术......现在有一种巨大的危险：这门学科将沿着那条阻力最小的路线发展......将会分崩离析，成为许多无足轻重的分支......无论如何，我觉得唯一的补救办法就是恢复到青春回到起源，重新注入多少是直接经验的思想。”

## 传记
- Norman Macrae.  [约翰·冯·诺依曼：开拓现代计算机、博弈论、核武器等等诸多事物的科学天才] 1. American Mathematical Soc. 1999 [1992]. ISBN 9780821826768 （英语）.
  - 汉译版：Norman Macrae.  [天才的拓荒者：冯·诺伊曼传]. 哲人石丛书. 范秀华 (翻译), 朱朝晖 (翻译), 刘丽曼 (责任编辑) 1. 中国上海冠生园路393号: 上海科技教育出版社. 2008 [1992]. ISBN 978-7-5428-4773-7 （中文（中国大陆））.
- Nicholas A. Vonneuman.  [弟弟眼中的约翰·冯·诺依曼] 1. 宾夕法尼亚州Meadowbrook地区: 私人印刷. 1988. ISBN 9780096198102 （英语）.

## 荣誉
1994年被授予美国国家基础科学奖。
有2個獎項以他為名：
- 运筹研究与管理学机构(Institute for Operations Research and the Management Sciences, INFORMS)的冯·诺伊曼理論獎（英语：John von Neumann Theory Prize） (授予在运筹学与管理学方面有基础性和持续性贡献的人)
- IEEE的IEEE冯·诺伊曼獎

### 文内引用
1. ↑  Dempster, M. A. H.  [本华·曼德博(1924–2010)：量化金融学之父] (PDF). Quantitative Finance. February 2011, 11 (2): 155–156  [2016-01-07]. （原始内容存档 (PDF)于2021-03-08） （英语）.
2. ↑  . 左岸文化.   [2019-06-12]. （原始内容存档于2021-04-02） （中文）.
3. ↑  刘叶涛. . .
4. ↑  . Institute for Advanced Study.   [2019-10-17]. （原始内容存档于2016-11-22） （英语）.
5. ↑  . Atomic Heritage Foundation.   [2019-10-17]. （原始内容存档于2021-04-02） （英语）.
6. ↑  见Cannell 2001，第56頁 (位于第2章“布达佩斯优越的学前时光”)。
7. ↑  Eberhard Hopf.  [负曲率流形中的测地线统计]. Leipzig Ber. Verhandl. Sächs. Akad. Wiss.. 1939, 91: 261–304 （德语）.
列举2篇著名论文：John von Neumann.  [拟遍历性假设的证明]. Proc Natl Acad Sci USA. 1932, 18 (1): 70–82. Bibcode:1932PNAS...18...70N. PMC 1076162 . PMID 16577432. doi:10.1073/pnas.18.1.70 （英语）.
John von Neumann.  [遍历猜想的物理学应用]. Proc Natl Acad Sci USA. 1932, 18 (3): 263–266. Bibcode:1932PNAS...18..263N. JSTOR 86260. PMC 1076204 . PMID 16587674. doi:10.1073/pnas.18.3.263 （英语）.
8. 1 2 3 4 5  Halmos, Paul R.  [冯·诺伊曼在测度论与遍历论的工作] (pdf). Bull. Amer. Math. Soc.. 1958, 64 (3, Part 2): 86–94  [2018-05-31]. doi:10.1090/S0002-9904-1958-10203-7. （原始内容存档 (PDF)于2021-04-19） （英语）.
9. ↑  Petz & Redi 1995，第163–181頁.
10. ↑   [冯·诺依曼代数] (pdf). Princeton University.   [2016年1月6日]. （原始内容存档 (PDF)于2021年3月8日） （英语）.
11. ↑  Dieudonné 2008，第90頁.
12. ↑   (PDF). University of California at Los Angeles.   [2016年1月6日]. （原始内容 (pdf)存档于2015年7月2日） （英语）.
13. ↑  von Neumann, John. . Transactions of the American Mathematical Society. 1934, 36 (3): 445–492  [2023-02-21]. JSTOR 1989792. doi:10.2307/1989792. （原始内容存档于2023-03-26）.
14. ↑  von Neumann, John; Bochner, Salomon. . Transactions of the American Mathematical Society. 1935, 37 (1): 21–50  [2023-02-21]. JSTOR 1989694. doi:10.2307/1989694. （原始内容存档于2023-03-26）.
15. ↑  . AMS. January 5, 2016  [2018-01-12]. （原始内容存档于2019-03-12）.
16. ↑  Bochner 1958，第440頁.
17. ↑  von Neumann, J. . 数学年刊. 2. 1933, 34 (1): 170–190. JSTOR 1968347. doi:10.2307/1968347 （German）.
18. ↑  v. Neumann, J. . Mathematische Zeitschrift. 1929, 30 (1): 3–42. S2CID 122565679. doi:10.1007/BF01187749 （German）.
19. ↑  Bochner 1958，第441頁.
20. ↑  von Neumann, Johann. Blaschke, Wilhelm; Born, Max; Runge, Carl; Courant, Richard , 编.  [量子力学的数学基础]. Die Grundlehren der Mathematischen Wissenschaften. XXXVIII. 柏林: Verlag von Julius Springer (施普林格). 1932 （德语）.
21. ↑  罗伯特·容克.  [比一千个太阳还亮]. 世界原子弹氢弹秘史丛书. 钟毅 (翻译), 何纬 (翻译). 中国北京: 中国原子能出版社. 1991: 201. ISBN 7-5022-0479-2 （中文（中国大陆））. 有一个从柏林来到美国的、在战争时期参加过特勒小组的若尔福·兰兹霍夫(Rolf Landshoff)对于这种‘比赛’回忆说：‘有一次费米、冯·诺伊曼和费恩曼都在特勒办公室里。我也在座，因为当时要我在那里进行一个拟定好了的计算。当时产生了又推翻了很多不同的想法。每隔几分钟费米和特勒就得进行一次快速的数字验算。这时，科学家们就都开始行动起来，费恩曼用手摇计算机，费米用他经常随身携带的小计算尺，而冯·诺伊曼是心算。心算一般比较快，并且使人惊奇的是三个答案很接近。’
22. ↑  见Cannell 2001，第142-143頁 (位于第7章“动荡年代，结婚，移民”)。
23. 1 2  见Cannell 2001，第144頁 (位于第7章“动荡年代，结婚，移民”)。
24. ↑  见Cannell 2001，第95頁 (位于第5章“从严谨到放松”)。
25. ↑  见Cannell 2001，第96頁 (位于第5章“从严谨到放松”)。
26. ↑  见Cannell 2001，第140頁 (位于第7章“动荡年代，结婚，移民”)。
27. 1 2 3  见Cannell 2001，第142-143頁 (位于第7章“动荡年代，结婚，移民”)。
28. 1 2  见Cannell 2001，第93頁 (位于第4章“初露锋芒的本科生”)。
29. 1 2  见Cannell 2001，第46頁 (位于第2章“布达佩斯优越的学前时光”)。
30. ↑  见Cannell 2001，第123頁 (位于第6章“量子跃迁”)。
31. ↑   [冯·诺依曼语录来源]. 艾奥瓦大学.   [2012-04-26]. （原始内容存档于2011-01-02） （英语）.

### 补充来源
- Eugene Wigner; Andrew Szanton.  [乱世学人——维格纳自传]. 哲人石丛书. 关洪 (翻译), 匡志强 (责任编辑) 1. 中国上海冠生园路393号: 上海科学技术出版社. 2001: 6–8 [1992]. ISBN 7-5428-2681-6 （中文（中国大陆））.

## 外部連接
- 約翰·J·奧康納; 埃德蒙·F·羅伯遜, ,  （英语）
- von Neumann's profile （页面存档备份，存于） at Google Scholar
- Oral history interview with Alice R. Burks and Arthur W. Burks （页面存档备份，存于）, Charles Babbage Institute, University of Minnesota, Minneapolis. Alice Burks and Arthur Burks describe ENIAC, EDVAC, and IAS computers, and John von Neumann's contribution to the development of computers.
- Oral history interview with Eugene P. Wigner （页面存档备份，存于）, Charles Babbage Institute, University of Minnesota, Minneapolis.
- Oral history interview with Nicholas C. Metropolis （页面存档备份，存于）, Charles Babbage Institute, University of Minnesota.
- Von Neumann vs. Dirac （页面存档备份，存于） – from Stanford Encyclopedia of Philosophy